# Comtat d'Amador
El comtat d'Amador és un comtat de l'estat de Califòrnia, Estats Units, a Sierra Nevada. Segons el cens del 2023, la població estimada era de 41.811 habitants. La capital del comtat és Jackson. El comtat d'Amador, està situat dins de la zona aurífera "Gold Country" de Califòrnia, és conegut com "The Heart of the Mother Lode": "El cor de la Veta Mare". A la zona hi ha una important zona de vinyes amb una important indústria vitivinícola enclavada a 100 quilòmetres a l'est de la vall de Napa al peu dels sinuosos contraforts de les muntanyes Tahoe de Sierra Nevada amb un clima mediterrani.
El comtat rep el nom de José María Amador, un soldat, ramader i miner, nascut a San Francisco el 1794, fill del sergent Pedro Amador, un soldat espanyol que es va establir a Califòrnia el 1771. El 1848, Jose Maria Amador, juntament amb alguns nadius americans, va establir un campament d'extracció d'or amb força èxit a prop de l'actual ciutat d'Amador City.
El comtat d'Amador va ser creat per l'estat de Califòrnia el dia 11 de maig de 1854, reunint part dels comtats de Calaveras i El Dorado. El 1864, part del territori del comtat va ser donat al comtat d'Alpine.

## Geografia
El comtat d'Amador és aproximadament a 72 km al sud-est de Sacramento. Té una superfície total de 1.570 km2, dels quals 1.540 són terra i 30 corresponen a rius, llacs i embassaments. És el cinquè comtat de menor extensió de Califòrnia per superfície terrestre i el segon més petit per superfície total.
El terrotori del comtat té una àrea més baixa a l'est amb una altitud de 76 m  i una part més enlairada a la banda oriental que arriba als 2.700 m al Thunder Mountain. El comtat limita al nord amb el riu Cosumnes i el comtat d'El Dorado i al sud amb el riu Mokelumne i el comtat de Calaveras, a l'oest amb els comtats de Sacramento i San Joaquin, i a l'est amb el comtat d'Alpine.
Les masses d'aigua del comtat inclouen el llac Amador, el llac Camanche, l'embassament de Pardee, l'embassament del riu Bear, el llac Silver, el riu Sutter, el riu Cosumnes, el riu Mokelumne i el llac Tabeaud. Trenta-set milles del North Fork i el principal, el riu Mokelumne, es van afegir al sistema de rius salvatges i paisatgístics de Califòrnia el 27 de juny de 2018.
| El Dorado i Sacramento | Comtat d'El Dorado  | Comtat d'El Dorado |
| Comtat de Sacramento   |                     | Comtat d'Alpine    |
| Comtat de San Joaquin  | Comtat de Calaveras | Comtat d'Alpine    |

## Ciutats, pobles i població
| Ciutat/Poble         | 2024  | 2020  | % 2020-24 | habitants/km2 | superfície km2 |
| Ione                 | 5.527 | 5.141 | 1,77%     | 438,8         | 11,91          |
| Jackson              | 5.176 | 4.999 | 0,86%     | 555,3         | 9,32           |
| Pine Grove           | 3.580 | 2.070 | 2,79%     | 184,3         | 19,42          |
| Buckhorn             | 3.324 | 2.175 | 1,96%     | 261,9         | 12,69          |
| Sutter Creek         | 2.738 | 2.656 | 0,74%     | 3,91          | 6,99           |
| Camanche Village     | 2.128 | 1.344 | 4,52%     | 1,52          | 13,99          |
| Pioneer              | 1.360 | 1.224 | 1,42%     | 134,6         | 10,10          |
| Red Corral           | 1.247 | 1.557 | -0,95%    | 76,4          | 16,32          |
| Amador Pines         | 1.234 | 992   | 7,68%     | 99,2          | 12,43          |
| Plymouth             | 1.148 | 1.079 | 1,5%      | 164,2         | 6,99           |
| Camanche North Shore | 1.127 | 1.188 | 0,9%      | 189,4         | 5,95           |
| Buena Vista          | 760   | 573   | 3,12%     | 172,7         | 4,0            |
| River Pines          | 505   | 420   | 1,81%     | 990,1         | 0,51           |
| Martell              | 208   | 113   | -2,8%     | 36,5          | 5,69           |
| Amador City          | 205   | 200   | 0,49%     | 266,2         | 0,77           |
| Volcano              | 50    | 45    | -7,41%    | 13,8          | 3,62           |
| Drytown              | 42    | 13    | -17,65%   | 4,91          | 8,54           |
| Fiddletown           | 26    | 211   | -36,59%   | 2,1           | 11,91          |